# Nafta
Nafta (lat. petroleum; grč. petra 'stijena' i lat. oleum 'ulje') kameno je ili sirovo zemno ulje, smeđozelena do smeđocrna obojena tekuća ili polučvrsta tvar specifične težine 0,82 – 0,94 koju se većinom nalazi u sedimentnim slojevima Zemlje, a rijetko i u metamorfnim i magmatskim stijenama. Postoje i svjetlije te gotovo bezbojne vrste nafte. To je vrlo složena smjesa različitih spojeva, pretežito ugljikovodika alkanskog, cikloalkanskog i aromatskog reda, čiji se sastav mijenja od nalazišta do nalazišta.
Nafta se najviše rabi za pokretanje vozila (obično u obliku benzina i drugih derivata) te za dobivanje električne energije u termoelektranama. Također je vrlo značajna sirovina u proizvodnji (plastika, umjetno gorivo, razni razrjeđivači i ostale kemikalije). Industrija koja se bavi preradom nafte naziva se petrokemijska industrija.

## Postanak
Postoji više teorija o postanku nafte: organska, anorganska i anorgansko-organska. Danas prevladava mišljenje da je nafta organskoga podrijetla, nastala od supstancija različitih sitnih životinjskih i biljnih morskih organizama, tj. planktona, algi i kopnenoga bilja. Pod povoljnim uvjetima, koji su vladali u većini geoloških doba, živjele su i razmnožavale se u toplim morskim zaljevima goleme količine tih organizama; uginuvši one su se taložile na morsko dno.
U sredinima siromašnim kisikom počelo je, zbog djelovanja anaerobnih bakterija, truljenja i temperaturnih promjena, razaranje bjelančevina, lipida i drugih lako raspadljivih sastojaka organskih tvari, prelazeći postupno u sapropel. Pretvorba je rezultat nagloga zatrpavanja organske tvari (anaerobni uvjeti), povećanja tlaka (istiskivanje) i najvažnije porasta temperature. Smatra se da procesi pretvorbe organske tvari u naftu, ali i ugljikovodični plin, započinju na oko 65oC, te prestaju oko 160oC, kada su temperature toliko velike da razaraju lance i najjednostavnijih ugljikovodika, poput metana. Najveći dio organske tvari prešao je u netopivi ostatak nazvan kerogen, manji dio u bitumen koji je topiv, a samo jedan dio bitumena dao je naftu i plin.
Nazočnost složenih visokomolekulskih spojeva (kolesterola, hormona, klorofila i dr.) koji nisu mogli nastati jednostavnom sintezom i optička aktivnost nafte dokazuju organsko podrijetlo nafte. I sastav slane vode, koja prati naftu, svjedoči o njezinu morskom podrijetlu. No, tu je potreban oprez jer ležišna, slana, slojna voda, najčešće nije povezana s naftom, a razlog je taj što nafta, nakon generiranja, migrira u ležišne stijene, koje su već primarno bile zasićene slojnom vodom.
S druge strane postoji mišljenje da nafta potječe iz znatno većih dubina Zemlje, tj. da je nastala anorganskim putem od ugljika iz dubljih dijelova litosfere ili na granici plašta i litosfere, zaostalim vjerojatno iz vremena formiranja Zemlje. Tome u prilog govore nalazi nafte u vulkanskim područjima (na Kamčatki), nagomilavanje nafte u velikim dubinama u ležištima s magmatskim i metamorfnim stijenama (Venezuela) i nalazi nafte u pukotinama litosfere u stijenama na dnu Indijskog oceana. No, zbog složenog sastava nafte smatra se da kemijskim reakcijama plinova iz dubokih dijelova litosfere (CO2, H2S, CH4 i drugih) ne mogu nastati složeni spojevi tekućih ugljikovodika, već jedino dodatne količine metana.
Opće je mišljenje, da je nafta neobnovljivi izvor energije, ali postoje i teorije poput one geopolitičkoga analitičara Wiliama Engdahla, da je nafta obnovljiv izvor energije; a pionir istraživanja genoma Craig Venter udružio se s Exxon Mobilom u namjeri pretvaranja živih algi u mini naftne bušotine.

## Sastav
Po svom kemijskom sastavu nafta je mješavina velikog broja različitih ugljikovodika i malih količina spojeva sumpora (0.15-6%), kisika (do 2%), dušika (0.05-0.4%), asfaltno smolastih tvari, mineralnih tvari i tragova kovina. U njoj su zastupani ugljikovodici s jednim do 50 i više C - atoma u molekuli, a značajni su: alkani (propan, butan, heptan, oktan), cikloalkani (naftaleni) i aromatski ugljikovodici (benzen, toluen),  pa prema udjelu različitih redova ugljikovodika razlikujemo parafinsku ili metansku, naftalensku i aromatsku naftu.
Manje su zastupani aromatski ugljikovodici (npr. neke rumunjske nafte). U nafti su, bez obzira na vrstu ugljikovodika, zastupani više ili manje, svi članovi pojedinog niza: od lakohlapljivih do teškohlapljivih te krutih s velikim brojem C - atoma. O većoj ili manjoj zastupljenosti nižih odnosno viših članova ovisi gustoća nafte. Lagane nafte koje kod prerađivanja daju više laganih frakcija, ili ih uopće ne daju.

## Nalazišta i vađenje nafte
Njezina se ležišta mogu očekivati u sedimentnim stijenama koja su povezana migracijskim putom s područjima gdje je u geološkoj prošlosti taložena velika količina organske tvari u anaerobnim uvjetima. No, nisu samo sedimentne stijene ležišta nafte. To mogu biti i magmatske i metamorfne, no kako one nisu izgrađene od zrna te nemaju primarni porozitet, uvjet je da su one tektonski razlomljene u toj mjeri da se razvio značajan sekundarni porozitet u kojemu se onda mogu nakupljati fluidi, pa i nafta.
U teoriji naftno-plinski sustav sastoji se od ležišnih stijena, matičnih stijena (generiraju ugljikovodika), migracijskog puta (povezuje matične i ležišne stijene), zamke (povoljan oblik stijene da se u vrhu nakupe ugljikovodici koji su lakši od vode), izolatorskih stijena (koja sprječavaju da ugljikovodici napuste zamku). Na kraju, moraju biti što duže očuvani uvjeti da se ležište očuva, tj. da u njega ne prodire površinska voda i zrak (donose kisik koji razgrađuje naftu), bakterije (koje se mogu hraniti ugljikovodicima) te da nafta ne može rasjedom migrirati na površinu i time zapravo nestati.
Dubina naftonosnih slojeva različita je; od nekoliko desetaka metara do preko 5 kilometara. Što je veća dubina, veći je i tlak pod kojim se nafta nalazi. Sa stajališta očuvanja ležišta nafte veća dubina je prednost jer sprječava "dotok" kisika koji može degradirati naftu u ležištima. S druge strane povećani tlak (posebno nadtlak) može uzrokovati velike probleme kod bušenja zbog pojava erupcije nafte i poglavito plina. Najdublja do sada postignuta istraživačka bušotina od 9169 nalazi se u Oklahomi (SAD).

## Dobivanje
Nafta i zemni plin izbijaju na mnogim mjestima sami iz zemlje. Ovakva prirodna vrela više nisu važna za proizvodnju nafte, jer ukupno daju tek zanemarive količine. Velike količine nafte dobivaju se danas u svijetu iz dubljih slojeva zemlje iz bušotina na principu nekoliko režima proizvodnje. Prvi je uporaba prirodnog nadtlaka i kontrolirane erupcije poput arteških bunara. No, kasnije se taj tlak mora podržavati, recimo utiskivanjem vode, plina, pa u nekim slučajevima čak i paljenjem rubnih dijelova ležišta, te gorenjem kao mehanizmom povećanja viskoznosti nafte i porasta tlaka. Prva bušenja obavljana su na temelju oskudnih istraživačkih pokazatelja. No, danas se prije otvaranje ležišta provode geološka i geofizička istraživanja, koja daju podatke o strukturi i litologiji podzemnih stijena. Na taj se način znatno smanjuje broj negativnih bušotina. Općenito, suvremena tehnika bušenja razvila se iz ručnog bušenja, obavljanog u potrazi za solju i vodom. Sva se bušenja danas izvode strojevima.
Postoje dva načina bušenja: udarno i okretno. Kod udarnog bušenja dlijeto, pričvršćeno na donjem kraju alatki, diže se 30 do 40 cm, a zatim se pušta da padne na dno bušotine. Suvremeno okretno bušenje (rotary system) gotovo je potpuno istisnulo starije udarno bušenje, posebno kada se žele dosegnuti dubine od nekoliko tisuća metara. Dlijeto, pričvršćeno na kraju cijevi, svojim rotacijskim struganjem mrvi kamen i prodire u dubinu. Kad cijev uđe svojom cijelom duljinom u zemlju na nju se, cijevnom spojnicom nadoveže druga cijev. To se ponavlja tako dugo dok bušotina ne dosegne naftonosni sloj. Iznad bušotine nalazi se toranj željezne konstrukcije, visok do 54 metra, s dizalicama za pridržavanje i izvlačenje alatki i cijevi, te s pogonskim i kontrolnim uređajima. Za vrijeme bušenja izdrobljeni se materijal neprestano ispire s dna bušotine, i to jakim mlazom rijetke suspenzije gline u vodi, koja se utiskuje u cijev. Da se bušotina ne zaruši, u nju se spuštaju zaštitne cijevi (casings). Od prodora slojnih voda bušotine se zaštićuju cementiranjem.
Kad bušotina dopre do naftonosnog sloja, nafta i plin naviru u bušotinu tjerani prirodnim tlakom, koji, ako je dovoljno velik, može izbaciti naftu na površinu zemlje. Kod vrlo visokih tlakova nastaju snažne "erupcije", pri čemu se mlaz nafte diže desetak metara iznad površine zemlje. Ovakve divlje erupcije nekad su često izazivale katastrofalne požare, koje je vrlo teško, pa i nemoguće ugasiti. Danas se to sprečava posebnim uređajima koji zatvaraju sondu i reguliraju tlak za izlaženje nafte. Kod nedovoljnih tlakova nafta se mora crpiti pomoću crpki. Naftonosni se sloj nikada ne može potpuno iscrpiti. Kad se tlak nafte u ležištu izjednači s tlakom u bušotini, nafta prestaje pritjecati. Velike količine nafte koje, unatoč svim suvremenim metodama vađenja, ostaju u zemlji (više od 50%), mogle bi se izvaditi samo na rudarski način što je naravno neizvedivo. Zato se danas sve više upotrebljavaju napredne metode pridobivanja ugljikovodika koje se objedinjuju pod nazivom sekundarne i tercijarne metode povećanja iscrpka iz naftnih i plinskih ležišta. Najčešća takva metoda, što je spomenuto i ranije u ovome poglavlju, je utiskivanje vode u naftno ležište čime se povećava tlak okolnog akvifera te nafta ponovno gura prema površini. Umjesto vode mogu se utiskivati i plinovi poput ugljičnog-dioksida ili inertnog dušika. Ponekad, ali rijetko, nafta se u ležištu može djelomično zapaliti čime se smanjuje viskozitet i ponovno povećava tlak.
Postrojenje za obradu teških ostataka služi za obradu ostataka koji ostanu iz sirove nafte nakon što se proizvedu svi ostali proizvodi (benzin, dizel, jet gorivo, UNP i sl.).

## Najveći proizvođači
Nafta je danas u svijetu jedan od najznačajnijih strateških proizvoda (obično se naziva "crno zlato"). Zbog toga zemlje proizvođači nafte imaju veliku moć u geopolitičkim odnosima, a kontrola nad izvorištima nafte jedan od najznačajnijih uzroka kriza u svijetu. Zemlje koje su najveći izvoznici nafte (ali ne uvijek i proizvođači) su grupirane u interesnu organizaciju OPEC (Organization of Petroleum Exporting Countries).
Najveći proizvođači nafte jesu:
| ZEMLJA                     | PROIZVEDENA KOLIČINA (milijuna barela) |
| -------------------------- | -------------------------------------- |
| Saudijska Arabija          | 10,37                                  |
| Rusija                     | 9,27                                   |
| Sjedinjene Američke Države | 8,69                                   |
| Iran                       | 4,09                                   |
| Meksiko                    | 3,83                                   |

Područja s najvećim količinama nafte jesu:
| PODRUČJE                        | UDIO NAFTE U SVIJETU (%) |
| ------------------------------- | ------------------------ |
| Saudijska Arabija               | 25                       |
| Irak                            | 11                       |
| Ujedinjeni Arapski Emirati      | 9                        |
| Kuvajt                          | 9                        |
| Srednja i Južna Amerika         | 9                        |
| Iran                            | 8                        |
| Afrika                          | 7                        |
| Sjeverna Amerika                | 6                        |
| zemlje bivšeg Sovjetskog Saveza | 6                        |
| Pacifička Azija                 | 4                        |
| Europa                          | 2                        |
| Libija                          | 2                        |

## Cijena
Cijena nafte je na svjetskom tržištu ušesterostručena u razdoblju od 2000. godine do danas. U 2008. godini cijena nafte je prešla granicu od 100 USD po barelu nafte. Pretpostavlja se da će u bliskoj budućnosti proizvodnja nafte doći do vrhunca, a do 2050. će biti iscrpljene sve zalihe. No, ukupni vijek trajanja fosilnih goriva, poglavito nafte i plina, teško je prognozirati, jer se istovremeno otkrivaju nove zalihe ugljikovodika, a i potrošnja se racionalizira što zbog naprednije tehnologije (povećanje stupnja iskoristivosti), a što zbog pažljivijeg korištenja zbog visokih cijena. Istovremeno se potražnja povećava, posebno zbog velikog gospodarskog rasta Kine i Indije. No, i taj gospodarski rast se predviđa da će najvećim dijelom biti podržan ponovno povećanom upotrebom ugljena uz primjenu "čišćih" tehnologija njegova izgaranja. Zbog toga bi vrlo brzo moglo doći do krize velikih razmjera u svjetskom gospodarstvu, koja se može izbjeći povećanom upotrebom drugih izvora energije (uz spomenuti ugljen, nuklearna energija i energija vode).

## Zagađenje naftom
Do onečišćenja naftom može doći za vrijeme istraživanja ležišta i pri njenoj eksploataciji (kvar na bušotinama, sabirnom sustavu, može doći do eksplozije), prilikom transporta, tijekom prerade ili pri potrošnji.

### Osjetljivost morskog ekosustava
Morski okoliš čine kompleksno povezane zajednice biljnih i životinjskih vrsta i njihovog prirodnog okoliša. Šteta nanesena morskom okolišu može dovesti do stradavanja jedne ili više vrsta u hranidbenom lancu, što zatim lančano vodi do stradavanja vrste na samom vrhu hranidbenog lanca.
Naravno da utjecaj nafte ovisi o njenoj koncentraciji i sastavu. Veče količine, osim što mehanički uništavaju organizme koji žive blizu površine mora (posebno mikroorganizme, razvojne i juvenilne oblike), višestruko negativno djeluju na život u moru. Razlivena nafta, zbog svoje velike koncentracije organske tvari, dovodi do visoke biološke aktivnosti. Dolazi do eksplozije bakterija, što je osnova za daljnje neprirodno bujanje života te poremećaje u lancu viših i nižih organizama. Mogući su genetski poremećaji kod morskih organizama.
Nažalost, Jadransko more je pretrpjelo niz onečišćenja naftom. Na našim otocima vanjskog ruba zamijećene su pojave katranskih grumena mase od pola kilograma pa do nekoliko kilograma. Njihov postanak veže se uz prolazak trgovačke mornarice koji plove tzv. vanjskom rutom plovidbe Jadranom, izbjegavajući opasne hridi i otočiće u obalnom udjelu.

### Osjetljivost slatkovodnog ekosustava
Naftni izljevi u slatkovodnim sustavima puno su destruktivniji za okoliš premda su manje publicirani od izljeva u ocean. Takvi su izljevi češći, manjeg volumena i komponirani su od rafiniranih naftnih produkata. U većini slučajeva ti izljevi sekundarno dolaze i do mora: kanalizacijskim ispustom, industrijskim postrojenjem; direktno rijekom ili potokom; i posredno atmosferom putem atmosferilija.
Slatkovodna područja su puno osjetljivija i puno važnija za ljudsko zdravlje i okoliš jer se naftni izljevi pojavljuju u naseljenim područjima gdje ljudi koriste vodu za piće ili ti dijelovi služe kao ribnjaci. U slatkovodnom području svi organizmi direktno su izloženi smrtonosnim učincima naftnog izljeva: sisavci, ptice, ribe, kukci, mikroorganizmi i vodena vegetacija.
Efekti naftnog izljeva na slatkovodni okoliš variraju ovisno o stupnju vodenog toka i specifičnih karakteristika okoliša. Stajačice, s vrlo malo vodenog toka, ugroženije su od tekućica iz razloga što se nafta u njima zadržava u obliku “bazena“ i može ostati kroz jako dugi period vremena. U mirnoj vodi, da bi se obnovio onečišćeni okoliš trebaju proći i godine. Tekućice su manje ugroženije od stajačica jer struje pridonose prirodnom mehanizmu pročišćavanja. Ali to ima i negativan učinak: prolivena nafta može biti odnesena strujom i do mora ili neke mirnije obale i tamo izazvati veću katastrofu no na samom mjestu izljeva.
Naftni derivati dospijevaju u tekućice i stajaćice direktno i indirektno: ispiranjem cesta, ilegalnim odstranjivanjem motornog ulja, nepažnjom ili lošim održavanjem postrojenja.

### Učinci na živi svijet
Nafta koja pluta na površini vode može svojim fizikalnim osobinama ugroziti biljke i životinje jer ugrožava fotosintezu, disanje i hranjenje. Nakon izljeva nafte aromatski ugljikovodici uzrokuju neposrednu smrt mnogih organizama. Nakon nekoliko dana oni ispare, a nafta ostaje u kuglicama koje su nakon nekoliko tjedana ili mjeseci uništene prirodnim procesima biodegradacije pri čemu sudjeluju bakterije, gljive i alge. Posljedica toga je smanjenje količine kisika u moru, zbog poremećaja u njegovu dotoku. Kubični metar ispuštene nafte iscrpljuje kisik iz 400000 kubičnih metara mora.
Kapljice nafte slijepe se na perje ptica ili dlaku vodenih sisavaca i sprečavaju termoregulaciju i prirodnu lakoću i moć plutanja. Životinje se utope ili otruju progutanom naftom nakon pokušaja čišćenja svog krzna ili perja. Jaja i mladi razvojni stadiji posebno su osjetljivi na neke toksične tvari nafte koje su topive u vodi. Postoji osim toga čitav niz subletalnih efekata.
Nafta uglavnom stimulira rast heterotrofnih bakterija koje koriste ugljikohidrate, a njezin je učinak na alge puno manje negativan nego na ostale više organizme, iako su one vrlo osjetljive na sekundarne efekte poput porasta primarne produkcije (povećanje količine hranjivih soli zbog raspadanja uginulih organizama) što može dovesti do naglog smanjenja koncentracije kisika u vodi. Na naftne ugljikovodike osjetljive su i više biljke jer oni smanjuju stopu fotosinteze tako što mijenjaju permeabilnost staničnih membrana ili apsorbiraju svjetlost potrebnu kloroplastima. Vodozemci su relativno osjetljivi na derivate nafte zbog tanke i propusne kože te vodenih ličinačkih stadija. Negativni učinci na ptice su hipotermija uzrokovana lijepljenjem perja, poremećaj u ionskoj ravnoteži, dehidracija nakon gutanja ulja, mijenja se ponašanje, nošenje jaja se mijenja, stopa rasta je promijenjena. Učinci nafte na sisavce koji obitavaju na području zahvaćenom naftom je također veliki. Populacije vidri na takvom području smanjena su tri puta, a u krvi tih životinja pronađene su povećane količine heptoglobina i interleukina 6. To bi moglo dovesti do imunosuficijencije i osjetljivosti na bolesti dugo nakon nestanka nafte.
Faktori koji mogu ubrzati oporavak područja nakon zagađenja su brzo i efikasno čišćenje, obilna nezagađena voda, drift beskralježnjaka, migracije riba iz nezagađenih područja. Ekosistemi kontaminirani naftom mogu se godinama oporavljati, a može se dogoditi da se više nikad ne oporave.

## Relacije za proračun svojstava nafte

### Gustoća nafte
Masa jedinice obujma nafte naziva se gustoćom nafte 
{\displaystyle \rho _{0}={\frac {m_{0}}{V_{0}}}}
gdje je {\displaystyle \rho _{0}} gustoća nafte izražena u {\displaystyle kg/m^{3}}, {\displaystyle m_{0}} masa nafte izražena u kg, a {\displaystyle V_{0}} volumen nafte izražen u {\displaystyle m^{3}}. U standardnim uvjetima gustoća nafte najčešće iznosi između 800 i 900 {\displaystyle kg/m^{3}}.
Gustoća nafte pri bilo kojoj temperaturi može se izračunati temeljem gustoće u standardnim uvjetima, prema izrazu:
{\displaystyle \rho _{0-t}=\rho _{0}-\beta _{t}(t-15)}
gdje je {\displaystyle \rho _{0-t}} gustoća pri temperaturi t [°C] izražena u {\displaystyle kg/m^{3}}, {\displaystyle \rho _{0}} gustoća nafte u standardnim uvjetima izražena u {\displaystyle kg/m^{3}}, dok je {\displaystyle \beta _{t}} koeficijent toplinskog rastezanja izražen u {\displaystyle (kg/m^{3})/K} i može se izračunati prema izrazu:
{\displaystyle \beta _{t}=1,825-0,001315\cdot \rho _{0}}
Empirijski izraz za gustoću nafte koja sadrži otopljeni plin izgleda:
{\displaystyle \rho _{0-g}=\rho _{0}\cdot exp(-b\cdot R_{s})}
gdje je {\displaystyle \rho _{0-t}} gustoća nafte koja sadrži otopljeni plin izražena u {\displaystyle kg/m^{3}}, {\displaystyle \rho _{0}} gustoća nafte u standardnim uvjetima izražena u {\displaystyle kg/m^{3}}, b koeficijent, dobiven iskustveno, te se uzima između 0,0005 i 0,002, dok je {\displaystyle R_{s}} količina plina otopljenog u nafti izražena u {\displaystyle m^{3}/m^{3}}.

## Zanimljivosti
Najdublja izbušena bušotina (Orešac -2) u Hrvatskoj na kopnu nalazi se kod naselja Orešac u općini Suhopolje dubine 6047 metara (18443 ft). U to vrijeme to je bila najdublja kopnena bušotina u Europi. Najdublja bušotina na moru u Europi se nalazi u talijanskom dijelu Jadranskog mora u dubini od 7305 metara izbušena 1978. Obje bušotine izradila je tvrtka Crosco naftni servisi d.o.o. članica INA grupe.
Dugo vremena primat najdublje bušotine je držala Kola Superduboka dubine 12290 metara koji su Rusi izradili nedaleko Murmanska 1989. Kola je bila izbušena za potrebe znanosti, a ne zbog pronalaska nafte i plina, sastojala se od nekoliko rupa koje se granaju iz jedne središnje, a najdublja se vodi pod oznakom SG-3. 2008. tvrtka Maersk Oil izradila je tada najdublju bušotinu od 12289 metara u svijetu u potrazi za naftom u Katru. 2011. tvrtka Exxon Neftegas Limited izbušila još dublju bušotinu od 12345 metara u moru nedaleko otoka Sahalin na Dalekom istoku Rusije.

## Ostalo
Peklenica u Međimurju poznata je kao prvo nalazište nafte u Hrvatskoj i svijetu. Nafta se u Peklenici eksploatirala četiri godine prije nego u Pennsylvaniji (SAD), odakle potječu prvi podaci o nafti na svijetu. Naftom su se ljudi prvi put koristili 1856., a prvo bušenje 1886. godine. Od 1932. do 1940. proizvodnja nafte u cijeloj Jugoslaviji iznosi 5 884 tona, od čega je samo u Peklenici izvađeno 4 098 tona. Peklenica je dobila naziv po »peklu«, kako je narod nazivao naftu koja je tu pronađena. Koristila se još u doba Zrinskih za podmazivanje osovina zaprežnih kola. Vađenje nafte prestalo je 1967. godine. Danas se u Peklenici gradi Muzej peklarstva/nafte i rudarstva kako bi se sačuvala uspomena na te dane.

## Vanjske poveznice
- Proizvodnja i potrošnja nafte te stanje u Hrvatskoj  Arhivirana inačica izvorne stranice od 3. rujna 2007. (Wayback Machine)
- Naftni derivati Hrvatska tehnička enciklopedija, portal hrvatske tehničke baštine. LZMK

- Nafta Hrvatska tehnička enciklopedija, portal hrvatske tehničke baštine. LZMK

- Nafta Hrvatska tehnička enciklopedija, portal hrvatske tehničke baštine. LZMK